# Alois Borrosch
Alois Borrosch, též Borosch (1797 Vídeň – 8. března 1869 Praha), byl český a rakouský podnikatel a politik, v polovině 19. století poslanec Říšského sněmu, představitel liberálního německého bloku.

## Biografie
Profesí byl knihkupec.
Během revolučního roku 1848 se zapojil do veřejného dění. Jako představitel pražských Němců se stal členem Národního výboru, který v počáteční fázi revoluce sdružoval reformně orientované osobnosti bez rozdílu národnosti. S tím, jak se ale brzy stávala velkým tématem národnostní otázka a státoprávní uspořádání monarchie, opustila počátkem května 1848 skupina německých liberálů včetně Borrosche Národní výbor. 28. května 1848 ho místodržící (guberniální prezident) Leopold Lev Thun-Hohenstein jmenoval do prozatímní vládní rady v Čechách, kde usedl po bok předáků české i německé komunity.
Ve volbách roku 1848 byl zvolen na ústavodárný Říšský sněm. Zastupoval volební obvod Praha IV. Profesně se uvádí jako obchodník s uměním a knihami. Na sněmu se řadil k levici. Ottův slovník naučný ho ovšem řadí k sněmovní pravici, byť měl často hlasovat proti ní.
6. října 1848 se pokoušel o uklidnění vídeňských radikálních demonstrantů. Ti po jeho odchodu ale napadli ministerstvo války a zavraždili ministra Theodora Bailleta de Latoura.
Na podzim 1848 vedl na Říšském sněmu ostré polemiky s českými liberály (Rieger, Alois Pravoslav Trojan atd.) a profiloval se jako jeden z předáků německého liberálního tábora. Po rozpuštění sněmu se ale při tiché demonstraci Pražanů na jaře 1849 symbolicky objal s Františkem Ladislavem Riegerem na balkoně Riegrova bytu. Gesto ukazovalo opětovné sblížení českých i německých liberálních sil v době postupného omezování ústavních svobod a potlačování revoluce.
Po definitivní porážce revoluce odešel z politiky. Působil pak v Praze jako majitel továrny na zemědělské stroje. Po 17 let také redigoval list vlastenecké české hospodářské společnosti Zentralblatt für d. ges. Landescultur.